# Midland (Michigan)
Midland ist eine City im US-Bundesstaat Michigan in der Tri-Cities Region des Staates. Die Stadt ist der County Seat des Midland County. Der größte Teil der Stadt ist im Midland County eingegliedert. Ein kleiner Teil der Stadt liegt im Bay County. Das U.S. Census Bureau hat bei der Volkszählung 2020 eine Einwohnerzahl von 42.547 ermittelt.

## Geschichte
In Midland wurde 1897 die Dow Chemical Company gegründet. Heute noch ist hier der Sitz der daraus hervorgegangenen Dow, Inc. Durch die Eröffnung eines Werks der Dow in Handa, Japan, wurde mit dieser Stadt eine Städtepartnerschaft geschlossen. Auch die Dow Corning Corporation sowie die Chemical Bank hatten ihre Hauptsitze in Midland.
Am 19. Mai 2020 brachen nach heftigen Regenfällen der Edenville- und der Sanforddamm (beide oberhalb von Midland am Tittabawassee River gelegen), wodurch die Stadt überflutet wurde. Etwa 10.000 Menschen mussten ihre Häuser verlassen.

## Geografie
Nach Angaben des United States Census Bureau hat die Stadt eine Fläche von 90,5 km², wovon 86 km² Land und 4,5 km² Wasserflächen sind. Midland ist ein Teil der Flint Tri-Cities.

## Demografie
Nach der Volkszählung im Jahr 2000 lebten 41.685 Bewohner in 16.743 Haushalten und in 11.000 Familien. Die Bevölkerungsdichte betrug 484,5 Menschen pro km².
In 33,2 % der Haushalte lebten Kinder unter 18 Jahren und 54,4 % waren verheiratet. 28,6 % aller Haushalte waren Singles. Die mittlere Haushaltsgröße betrug 2,42 Individuen und die durchschnittliche Familiengröße betrug 3,00 Personen.
25,9 % der Einwohner waren unter 18 Jahren, 10,2 % zwischen 18 und 24, 27,9 % von 25 bis 44, 22,2 % zwischen 45 und 64 und 13,9 % waren älter als 65 Jahre. Das mittlere Alter betrug 36 Jahre. Auf 100 weibliche Einwohner kamen 92,0 männliche.
Das durchschnittliche Haushaltseinkommen betrug 48.444 USD und das durchschnittliche Familieneinkommen 64.949 USD.

## Verkehr
Die Stadt wird regelmäßig über den MBS International Airport in der Nähe von Freeland und den Bishop International Airport in Flint angeflogen.
Es gibt keine regelmäßig verkehrenden öffentlichen Nahverkehrseinrichtungen. Einwohner können vorab eine sogenannte subventionierte „Dial-A-Ride“ in der Stadt oder außerhalb ein „County Connection“ für ein festgesetztes Entgelt bestellen. Es gibt eine geringe Anzahl von Taxis, die über Telefon bestellt werden können.
|  | US 10, ein Freeway der Midland mit Bay City und Clare und Ludington verbindet.             |
|  | BUS US 10 ist eine Ringstraße durch die Innenstadt                                         |
|  | M-20 verbindet Midland mit Mount Pleasant und Big Rapids                                   |
|  | M-30 geht in nördlicher Richtung von Sanford nach West Branch.                             |
|  | M-47 verbindet die US-10 East und die Stadt mit Saginaw und dem MBS International Airport. |

## Schulen
- Midland Public Schools
  - Herbert Henry Dow High School
    - „Home of the Chargers“

  - Midland High School
    - „Home of the Chemics“

  - Central Middle School
    - „Home of the Cavaliers“

  - Jefferson Middle School
    - „Home of the Huskies“

  - Northeast Middle School
    - „Home of the Vikings“

  - The Midland Academy of Advanced & Creative Studies
    - „Home of the Eagles“
- Bullock Creek Public Schools
  - „Home of the Lancers“
- Davenport University
- Michigan State University (Forschungseinrichtungen)
- Northwood University
- Delta College Midland Center (DCMC)

## Sehenswürdigkeiten und Einrichtungen

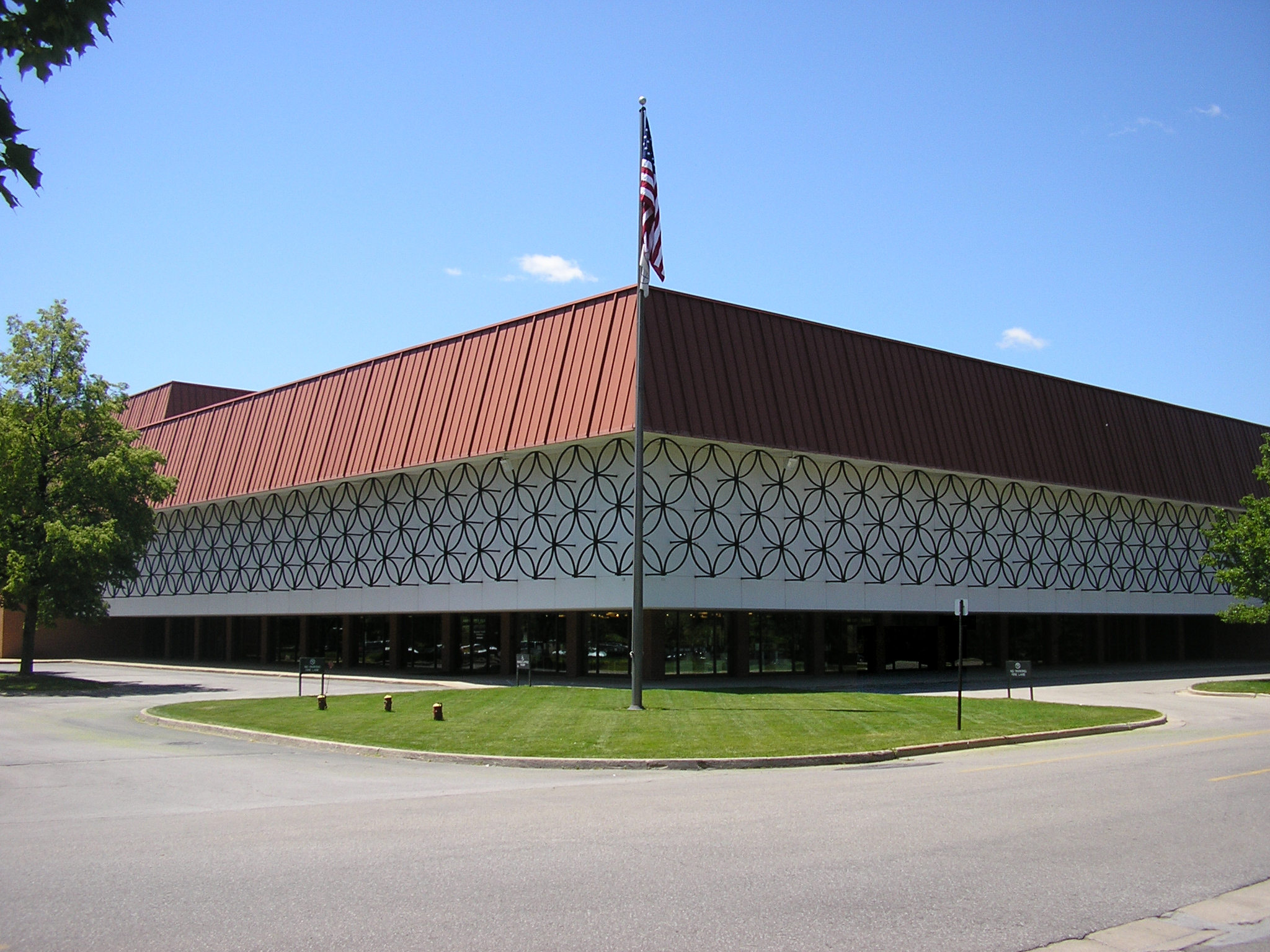
Midland Center for the Arts.

Midland biete viele kulturelle Unterhaltungen in musikalischer, wissenschaftlicher und künstlerischer Art.
Das Midland Center for the Arts bietet Ausstellungen in Wissenschaft, Kunst und Technologie. Das Center ist mit zwei modernen Auditorien für 400 und 1500 Zuschauer ausgestattet, wo unter anderem die Midland Symphony and Theatre Guild auftreten.
Midland hat über 80 Parks mit einer Gesamtfläche von 12 km² Parkland. In den Parks gibt es große Picknick-Bereiche, Kinderspielplätze, ein Schwimmbad und einen großen Softball-Komplex. Die Civiv Arena bietet Eisläufern zwei NHL-Eissporthallen sowie eine Eissporthalle nach den Maßgaben des Olympischen Komitees.
Auch für Walker, Jogger, BMX-Fahrer und Golfer bietet die Stadt Einrichtungen.
Der frühere Garten des Dow-Gründers, Herbert H. Dow, ist der Öffentlichkeit zugänglich und bietet eine Fülle von Pflanzen. Die öffentliche Bibliothek wurde von wurde von Grace A. Dow gestiftet.

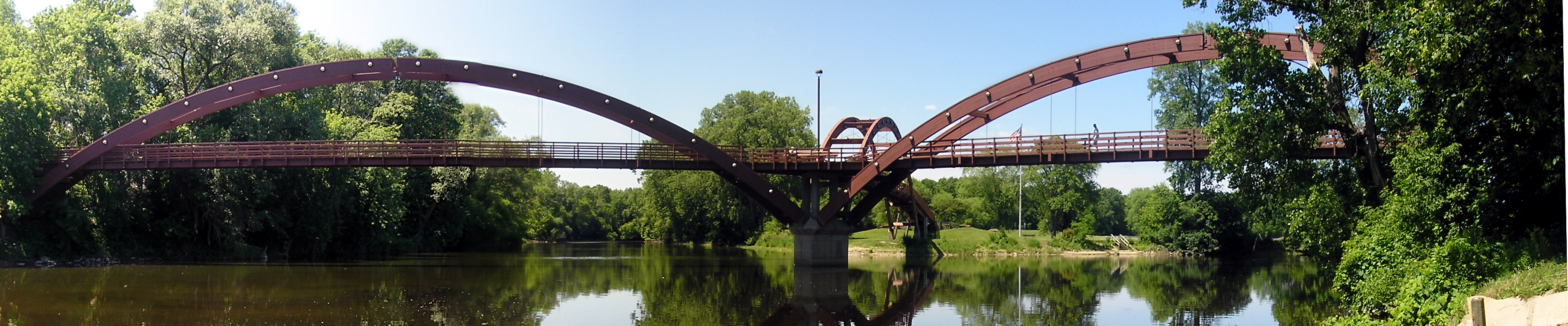
Die Tridge, eine Drei-Wege-Kreuzungsbrücke am Zusammenfluss von Chippewa River und Tittabawassee River in Midland.

Durch die Zahl von über 100 Andachtsorten hat Midland den Spitznamen „Stadt der wundervollen Kirchen“ bekommen.
The Tridge ist eine Fußgängerbrücke im Stadtzentrum, die mit drei Endpunkten die Ufer an der Einmündung des Chippewa River in den Tittabawassee River verbindet. Die Brücke wurde 1981 gebaut. Die Baukosten betrugen 732.000 US-Dollar. Die Tridge befindet sich neben dem Midland Farmers Markt und wurde in den vergangenen Jahrzehnten zum Wahrzeichen der Stadt. Nachts ist die Brücke beleuchtet.

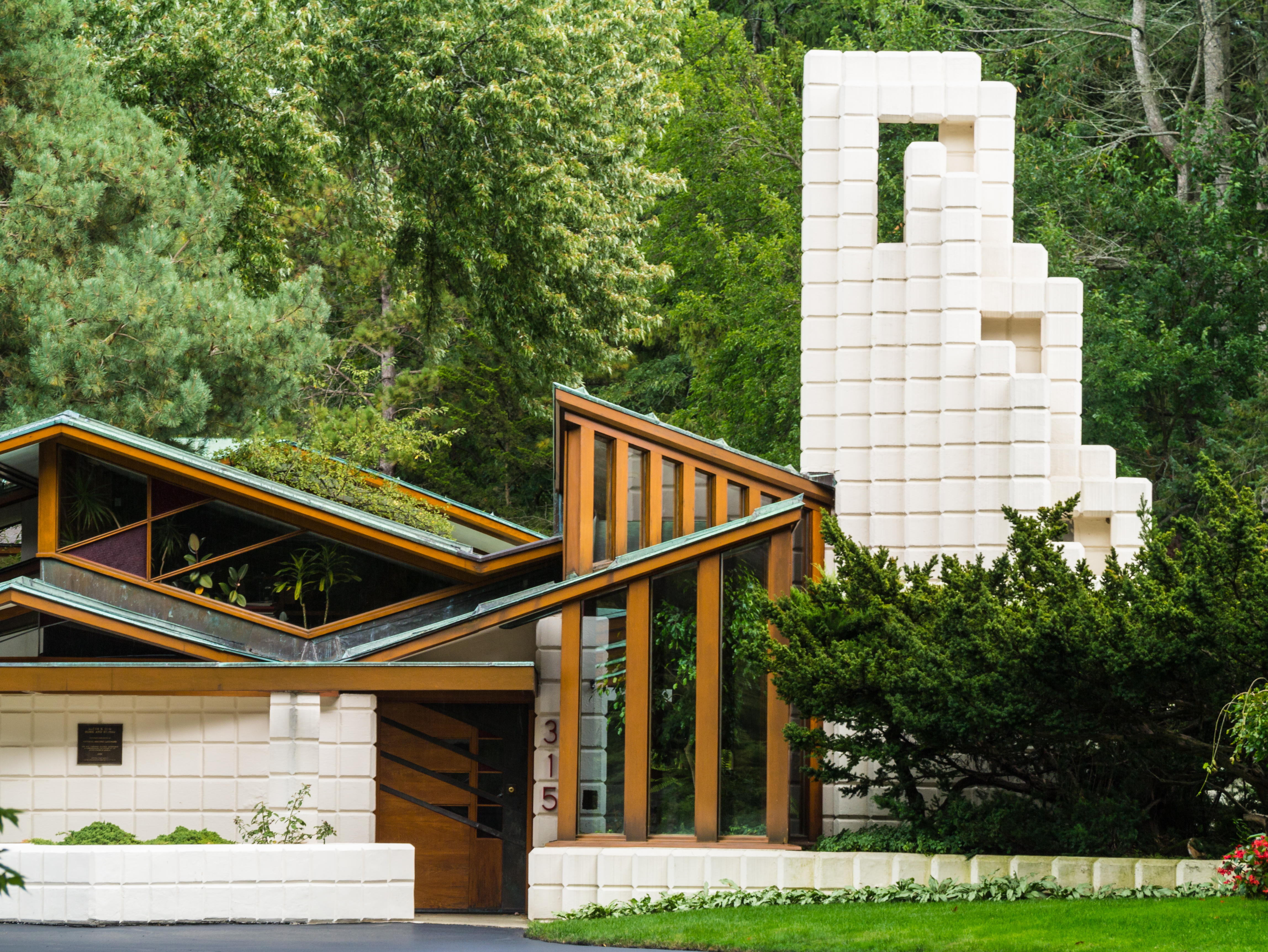
Alden Dow Haus

## Historische Stätten
Es gibt vier historische Stätten in Midland:
- das John und Almira Kelly Haus
- Midland County Gerichtsgebäude
- Origins of Salt Industry / State Salt Well No. 1
- The Upper Bridge

## Söhne und Töchter der Stadt
- Dick Anderson (* 1946), American-Football-Spieler
- Bo Biteman (* 1978), Politiker
- David Lee Camp (* 1953), Politiker
- Michael Cohrs (* 1956), Bankier
- Terry Collins (* 1949), Baseballmanager
- Bill De Kuiper (1953–2022), Jazzgitarrist
- Brad Frisselle (* 1948), Autorennfahrer
- James Aloysius Hickey (1920–2004), Erzbischof von Washington, D.C.
- Robert Jarvik (1946–2025), Erfinder
- Meredith McGrath (* 1971), Tennisspielerin
- Howard Mudd (1942–2020), American-Football-Spieler
- Jalen Parmele (* 1985), American-Football-Spieler
- Cheryl Studer (* 1955), Opernsängerin

## Städtepartnerschaft
- Handa, Aichi, Japan